# Tasmantrix tasmaniensis
Tasmantrix tasmaniensis là một loài bướm đêm thuộc họ Micropterigidae. Loài này có ở in wet forests of miền tây Tasmania.
Chiều dài cánh trước khoảng 3.7 mm đối với con đực. 

## Etymology
Tên gọi species xuất phát từ its geographic location in Tasmania.